# Chocolate da Turma da Mônica
O Chocolate da Turma da Mônica é um protudo da Mauricio de Sousa Produções com a Nestlé que fez sucesso nos anos 90. O chocolate deixou de ser comercializado, voltando apenas em 2024 pela Brasil Cacau.

## Histórico
O Chocolate da Turma da Mônica foi criada pela Nestlé nos anos 90, sendo um sucesso de vendas até o início dos anos 2000. O produto saiu de linha pela não renovação do contrato. De acordo com a Mônica Sousa no Monicast, o cancelamento do contrato aconteceu pois a Nestlé tinha adquirido os direitos autorais de um personagem de outro país. Apesar disso, os personagens continuaram sendo licenciados para outros produtos da Nestlé. O protudo tornou-se um artigo nostálgico em fóruns sobre os anos 90, tendo alta demanda para seu relançamento, que demorou anos pelo Mauricio de Sousa não aprovar a qualidade do chocolate. O chocolate chegou a ser anunciado novamente em 2017, mas ele voltou a ser produzido em 12 de outubro de 2024 pela Brasil Cacau, adquirida pela Nestlé. A data, além de ser o Dia das Crianças, também comemorava os 15 anos da empresa.

## Sabores
Os tabletes de chocolate são feitos com chocolate ao leite, com os personagens em alto-relevo originalmente sendo criados com chocolate branco. Também houve uma versão especial com três tabletes e um cartão postal. A nova versão não tinha chocolate branco, o que desagradou os fãs. A nova versão tem 20 gramas. O chocolate foi relançado em uma linha de produtos que contava com trufa, minitrufa, tablete de chocolate branco recheado com morango, dindinha, gatomia, gominha, canudo de chocolate e itens colecionáveis como canecas e almofadas.